# Dante Spinetta
Dante Spinetta est un chanteur, compositeur, guitariste, rappeur argentin, membre du groupe Illya Kuryaki and the Valderramas. Il est classé 20e parmi les 100 meilleurs guitaristes de l'histoire du rock argentin dans un sondage réalisé par le magazine Rolling Stone.

## Biographie

### Débuts et Illya Kuryaki
Dante Spinetta est le fils de Luis Alberto Spinetta et de Patricia Salazar. En 1988, il forme le groupe Pechugo avec Valentino et Catarina Spinetta ainsi que les frères Emmanuel Horvilleur, Guadalupe et Lucas Martí qui chantent El mono tremendo, enregistré par Luis Alberto Spinetta sur son album solo Tester de violencia.
En 1990, il forme avec Emmanuel Horvilleur le duo de rap Illya Kuryaki and the Valderramas (IKV). En 1991, ils sortent leur premier album, Fabrico cuero, suivi de Horno para calentar los mares en 1993. Mais la consécration d'IKV vient avec Chaco en 1995, qui se vend à 250 000 exemplaires et les place sur la carte du rock espagnol. Les albums studio suivants, Versus (1997) et Leche (1999), marquent un tournant vers le funk et la soul. Ils sont largement distribués en Amérique latine et permettent à IKV de tourner dans plusieurs pays, dont les États-Unis et l'Espagne.
En 2001, Emmanuel et Dante décident d'arrêter le projet Illya Kuryaki et de commencer leur carrière solo. Les adieux du groupe se font avec l'album Kuryakistan, qui contient des reprises de classiques d'IKV et quelques chansons inédites. La séparation du duo se fait en bons termes et ils restent amis par la suite. En 2011, le groupe se reforme et sort un nouvel album, Chances, l'année suivante. En 2016, ils sortent leur deuxième album studio après le retour, intitulé L.H.O.N., avant de se séparer à nouveau pour une durée indéterminée.

### Carrière solo
En 2002, il sort l'album Elevado, édité par Universal Music Mexico, avec 17 titres enregistrés à Buenos Aires et mixés à Miami. Le morceau promotionnel et le clip vidéo sont Donde vas. Dans cet album, Dante explore des sonorités proches du RnB et en particulier de Prince. L'album ne connaît pas un succès massif, mais est bien accueilli par la critique.
Cinq ans plus tard, en 2007, il sort son deuxième album, El apagón, produit par l'ingénieur Saga Herrera, qui reprend le style rap et hip-hop de son précédent album en y ajoutant des éléments de reggaeton. Parmi les artistes invités figurent la Mexicaine Julieta Venegas sur la chanson Olvídalo et le rappeur Tony Touch sur El fogueo. La même année, il collabore avec Julieta Venegas pour son album Limón y Sal, sur la chanson Primer día. Il participe également à la chanson Amigo du guitariste chilien C-Funk.
En 2008, il anime l'émission de téléréalité La Zona de combate sur MTV Amérique latine.

## Discographie

### Albums collaboratifs (avec IKV)
- 1991 : Fabrico cuero
- 1993 : Horno para calentar los mares
- 1995 : Chaco (álbum)|Chaco
- 1996 : Ninja Mental MTV Unplugged
- 1997 : Versus
- 1999 : Leche
- 2001 : Kuryakistan
- 2012 : Chances
- 2014 : Aplaudan en la luna
- 2016 : L.H.O.N.

### Albums sous Dante
- 2002 : Elevado
- 2007 : El apagón
- 2010 : Pyramide
- 2017 : Puñal
- 2019 : 4X4
- 2020 : Niguiri sessions
- 2022 : Mesa Dulce

### Singles notables
- 2003 : Dónde vas
- 2006 : Primer día (avec Julieta Venegas)
- 2007 : En la mía
- 2007 : Olvídalo (avec Julieta Venegas)
- 2008 : Seas quien seas
- 2010 : Mostró
- 2022 : Sudaka (avec Trueno)
- 2022 : Con billetes (avec Dano)
- 2023 : Ridículos

## Distinctions

### Premios Carlos Gardel
| Année | Catégorie                                     | Trvail nommé               | Résultat   | Réf.   |
| ----- | --------------------------------------------- | -------------------------- | ---------- | ------ |
| 2003  | Meilleur album révélation                     | Elevado                    | Nomination | [ 7 ]  |
| 2003  | Meilleur clip                                 | Dónde vas                  | Nomination | [ 7 ]  |
| 2008  | Meilleur album d'artiste de rock              | El apagón                  | Nomination | [ 8 ]  |
| 2011  | Meilleur album rock/pop alternatif            | Pyramide                   | Lauréat    | [ 9 ]  |
| 2018  | Chanson de l'année                            | Mi vida                    | Nomination | [ 10 ] |
| 2018  | Meilleur album rock/pop alternatif            | Puñal                      | Lauréat    | [ 10 ] |
| 2020  | Meilleur album bande-son de cinéma/télévision | Soundtrack 4x4             | Lauréat    | [ 11 ] |
| 2020  | Meilleure collaboration de urban/trap         | No sigas (avec Neo Pistea) | Lauréat    | [ 11 ] |
| 2021  | Meilleur clip longue durée                    | Niguiri Sessions           | Nomination | [ 12 ] |
| 2023  | Album de l'année                              | Mesa dulce                 | Nomination | [ 13 ] |
| 2023  | Meilleur album de rock                        | Mesa dulce                 | Nomination | [ 13 ] |
| 2023  | Ingénierie-son                                | Mesa dulce                 | Lauréat    | [ 13 ] |
| 2023  | Meilleur producteur de l'année                | Mesa dulce                 | Lauréat    | [ 13 ] |
| 2023  | Meilleure chanson de rock                     | El lado oscuro del corazón | Lauréat    | [ 13 ] |
| 2023  | Meilleure collaboration urban                 | Sudaka (avec Trueno)       | Lauréat    | [ 13 ] |
| 2023  | Meilleure chanson d'urban                     | Sudaka (avec Trueno)       | Nomination | [ 13 ] |

### Premios Grammy Latinos
| Année | Catégorie                              | Trvail nommé               | Résultat   | Réf.   |
| ----- | -------------------------------------- | -------------------------- | ---------- | ------ |
| 2018  | Meilleure album de musique alternative | Puñal                      | Nomination | [ 14 ] |
| 2018  | Meilleure chanson alternative          | Mi vida                    | Nomination | [ 14 ] |
| 2023  | Meilleure album de musique alternative | Mesa Dulce                 | Nomination | [ 15 ] |
| 2023  | Meilleure chanson alternative          | El Lado Oscuro del Corazón | Lauréat    | [ 15 ] |